# Thomas de Ros (9e baron de Ros)
Pour les articles homonymes, voir Thomas de Ros.
Thomas de Ros (9 septembre 1427 – 17 mai 1464), 9e baron de Ros, est un noble anglais.

## Biographie
Né le 9 septembre 1427 à Conisbrough dans le Yorkshire, Thomas de Ros est le fils aîné de Thomas de Ros, 8e baron de Ros, et de son épouse Éléonore de Beauchamp. À la mort de son père trois ans plus tard, il hérite de la baronnie de Ros et du poste de chambellan auprès de l'archevêque de Cantorbéry. Toutefois, en raison de sa minorité, son grand-oncle Robert de Ros le remplace dans ses fonctions, notamment lors de l'installation de John Stafford comme archevêque en 1443.
Déclaré majeur dès 1445, Thomas de Ros est récompensé de sa fidélité envers le roi Henri VI par des privilèges commerciaux, avec notamment l'exemption de certaines règles strictes concernant l'exportation de la laine. En 1456, il reçoit la permission de se rendre en pèlerinage et, avant juin 1460, il obtient une gratification correspondant à un revenu annuel de 40 livres prélevé d'une des propriétés confisquées à Richard Neville, 5e comte de Salisbury, qui se trouve alors en exil à Calais.
Le 30 décembre 1460, Thomas de Ros participe à la bataille de Wakefield du côté de la maison de Lancastre. Un mois et demi plus tard, le 17 février 1461, il est adoubé par le jeune prince de Galles Édouard de Westminster à l'issue de la seconde bataille de St Albans pour ses exploits militaires. Le 29 mars suivant, il séjourne à York avec Henri VI et la famille royale alors qu'a lieu la bataille de Towton et s'enfuit avec lui en Écosse à l'annonce de la défaite lancastrienne.
Déchu de ses titres et biens par le Parlement yorkiste convoqué par Édouard IV le 4 novembre 1461, Thomas de Ros participe avec son demi-frère Henri Beaufort, 2e duc de Somerset, à la résistance lancastrienne dans le Nord du royaume. Il est ainsi présent à la bataille de Hedgeley Moor le 25 avril 1464, puis à celle de Hexham le 15 mai suivant. Capturé le lendemain des combats dans un bois environnant, Thomas de Ros est exécuté le 17 mai 1464 à Newcastle pour haute trahison.

## Mariage et descendance
Avant 1455, Thomas de Ros épouse Philippa Tiptoft, fille de John Tiptoft, 1er baron Tiptoft. Le couple a cinq enfants :
- Edmond de Ros (vers 1455 – 23 octobre 1508), 10e baron de Ros ;
- Eleanor de Ros, épouse Robert Manners ;
- Isabel de Ros, épouse Thomas Everingham, puis Thomas Grey, puis Thomas Lovell ;
- Margaret de Ros ;
- Joan de Ros.